# Cristaria tenuissima
Cristaria tenuissima är en malvaväxtart som beskrevs av M. Munoz-schick. Cristaria tenuissima ingår i släktet Cristaria och familjen malvaväxter. Inga underarter finns listade i Catalogue of Life.